# Берхман, Эдуард Фёдорович
Эдуард Фёдорович Берхман (нем. Christian Eduard von Bergmann; 1811—1880) — генерал-лейтенант Русской императорской армии, участник покорения Кавказа, командующий войсками Дагестанской области.

## Биография
Родился 9 марта 1811 года[по какому календарю?] (или в 1810?).
Первый офицерский чин получил 30 августа 1829 года.
Служил в Апшеронском пехотном полку; 3 января 1852 года был назначен командиром Грузинского линейного батальона № 16.
В 1856—1861 годах был командиром Белёвского пехотного полка; участвовал в штурме Ведено. Был произведён 27 июня 1861 года в генерал-майоры и до 1864 года был инспектором линейных батальонов в Дагестане.
Был назначен помощником командующего войсками Дагестанской области, впоследствии — командующим. С 8 сентября 1871 года — генерал-лейтенант.
Умер в 1880 году.

## Награды
- орден Св. Анны 3-й ст. с бантом (1838)
- орден Св. Владимира 4-й ст. с бантом (1842)
- золотая полусабля «за храбрость» (1849)
- орден Св. Георгия 4-й ст. за 25 лет выслуги (1853)
- орден Св. Владимира 3-й ст. с мечами (1858)
- орден Св. Станислава 1-й ст. (1864)
- орден Св. Анны 1-й ст. с мечами (1867; императорская корона к ордену — 1869)

## Семья
Был женат. Имел сыновей:
- Георгий (1854—1929) — генерал от инфантерии
- Владимир (? — после 1895) — подполковник[3]